# Hendrik I van Brabant

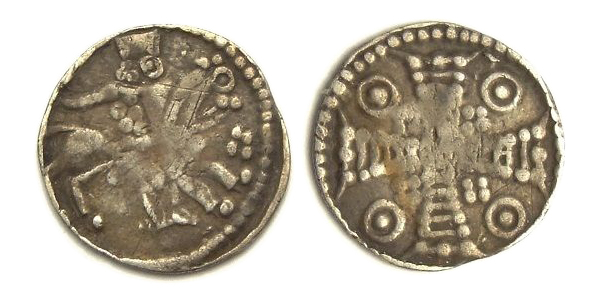
Denier 'au cavalier' met Hertog Hendrik te paard, geslagen in Brussel na 1210.

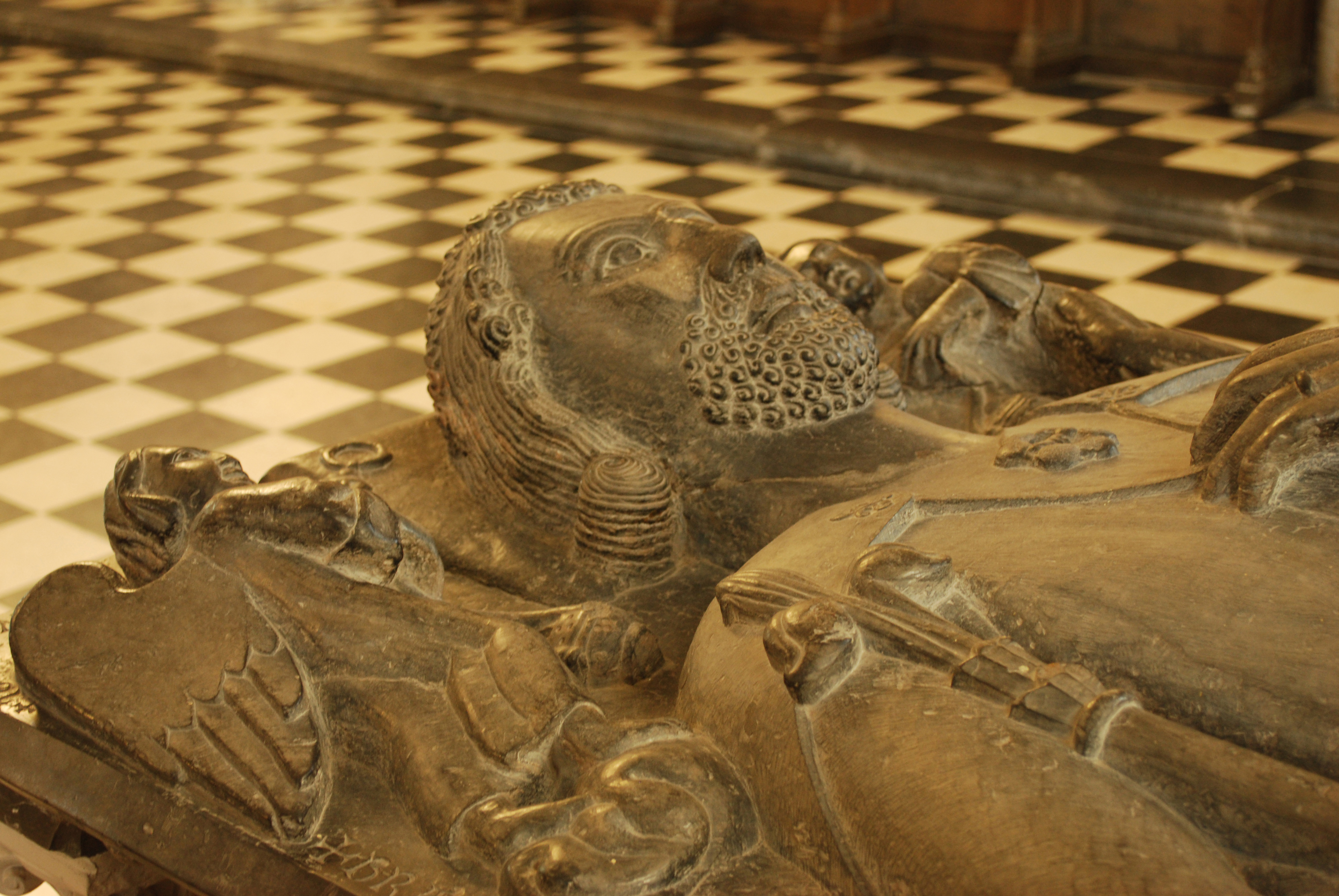
Praalgraf van Hendrik I in de Sint-Pieterskerk van Leuven.

Hendrik I (Leuven, ca. 1165 - Keulen, 5 september 1235) was hertog van Brabant vanaf 1183 en vanaf 1190 ook van het hertogdom Neder-Lotharingen. Hij wordt ook Hendrik de Krijgshaftige genoemd.
Hij was de zoon uit het eerste huwelijk en erfopvolger van Godfried III van Leuven. In zijn beleid streefde hij naar een uitbreiding van zijn heerschappij over het grondgebied tussen Schelde en Rijn en de beheersing van de handelsweg van Brugge naar Keulen. Hij slaagde er niet in het hertogelijk gezag in Neder-Lotharingen te herstellen. Niettemin wist hij zich een machtspositie te veroveren door in de strijd tussen de Welfen en de Hohenstaufen voortdurend van kamp te wisselen.

## Biografie

### Regent en hertog van Brabant
Hendrik kreeg vanaf 1172 bestuurlijke taken van zijn vader. Toen hij in 1179 trouwde kreeg Hendrik het graafschap Brussel (deel van de Brabantgouw) van zijn vader Godfried. Toen zijn vader van 1182 tot 1184 in het Heilige Land verbleef, trad Hendrik op als regent. Als compensatie voor de verdediging van Jeruzalem tegen de inval van de Egyptische sultan Saladin (1183/1184) werd de zoon van Godfried III, Hendrik I door keizer Frederik I Barbarossa in het landgraafschap Brabant (het deel van de Brabantgouw tussen Dender en Zenne) tot hertog verheven. Het landgraafschap Brabant werd een hertogdom en Hendrik werd de eerste hertog van Brabant.

### Derde Kruistocht
Hendrik nam deel aan de Derde Kruistocht (1189-1192) en was bevelhebber bij de belegeringen van Sidon en Beiroet. Hij zag echter af van een beleg van Jaffa na het nieuws van de dood van koning Hendrik II van Jeruzalem. In 1190 volgde hij zijn vader op als hertog van Brabant en Neder-Lotharingen (hoewel dat laatste vooral een ceremoniële titel aan het worden was), graaf van Leuven en markgraaf van Antwerpen. In 1191 liet hij zijn broer Albert benoemen tot bisschop van Luik.

### Onrust
In 1192 verleende Hendrik als hertog van Brabant een vrijheidskeure aan de stad Vilvoorde om zich te verzekeren van de steun van de bewoners in de conflicten met het machtige graafschap Vlaanderen. Toen zijn broer in datzelfde jaar vermoord werd, hield Hendrik de Duitse keizer Hendrik VI verantwoordelijk en werd hij een van de leiders van de opstanden tegen de keizer. Er volgde een periode van onrust en lokale conflicten, en nog in 1199 wist Hendrik de kroning van de volgende Duitse koning (Filips van Zwaben, broer van de overleden koning) in Aken te voorkomen. Hendrik sloot in 1204 vrede met Filips van Zwaben en werd beloond met de voogdij over de abdij van Nijvel en het kapittel van Sint-Servaas, het medebestuur over Maastricht en het recht zijn hertogdom aan een vrouwelijke erfgenaam na te laten (Hendrik had in 1204 alleen nog dochters).
Koning Filips II van Frankrijk wilde Hendrik in 1208 steunen om zelf koning van Duitsland te worden, maar Hendrik koos ervoor om de kandidatuur van Otto van Brunswijk te steunen. In 1212 kwam Hendrik in conflict met de bisschop van Luik over de opvolging van het graafschap Moha. Hendrik verwoestte de stad Luik in 1212 maar werd in 1213 verslagen in Steps. In 1214 was Hendrik verplicht om mee te vechten in de Slag bij Bouvines tegen zijn persoonlijke vriend Filips II van Frankrijk. Direct na de slag verzoende hij zich weer met Filips.

### Dood
In 1229 kreeg Brussel stadsrechten van Hendrik I. Onder zijn toezien werd gestart met de bouw van de kathedraal van Sint-Michiel en Sint-Goedele. In hetzelfde jaar gaf hij zijn aanspraken op Moha op. Keizer Frederik II van Hohenstaufen gaf Hendrik in 1235 de eervolle opdracht om naar Engeland te reizen en zijn verloofde Isabella Plantagenet op te halen, maar Hendrik werd ziek en overleed in Keulen.
In 1185 heeft hertog Hendrik I de stad 's-Hertogenbosch van deze naam voorzien. Voorheen was de stad 's-Hertogenbosch bekend onder de naam Den Bosch, een afgeleide van de nog oudere namen Busloth, Orthen cum Buscho en Boscus. Zijn praalgraf is te vinden in de Leuvense Sint-Pieterskerk, alsook dat van Mathilde van Boulogne en zijn dochter Maria van Brabant.

## Nageslacht
Hendrik I was tweemaal gehuwd. Hendriks eerste huwelijk was met Mathilde van Boulogne.
Zij kregen de volgende kinderen:
- Maria van Brabant (1189/90-1260), gehuwd met keizer Otto IV en daarna met Willem I van Holland;
- Adelheid van Brabant (1190-1265), gravin van Boulogne, rond 1206 getrouwd met Arnold III van Loon, voor 3 februari 1225 getrouwd met graaf Willem X van Auvergne.;
- Margaretha van Brabant ( -1231), begraven in de abdij van Roermond, gehuwd met Gerard III van Gelre;
- Machteld van Brabant (±1200-1267);
- Hendrik II van Brabant (1207-1248), opvolger van zijn vader als hertog van Brabant;
- Godfried van Leuven-Gaasbeek (1209-1253).

In zijn tweede huwelijk trouwde Hendrik in 1213 met Maria van Frankrijk, dochter van koning Filips II van Frankrijk.
Zij kregen de volgende kinderen:
- Elizabeth (Ysabeau) (- 23 oktober 1272), die op 19 maart 1233 trouwde met Diederik primogenitus, heer van Dinslaken (ca. 1214-1244),[1] en in 1246 met Gerard, heer van Wessenberg (-1255);[2]
- Maria, jong overleden.

## Voorouders
| Voorouders van Hendrik I van Brabant | Voorouders van Hendrik I van Brabant                                             | Voorouders van Hendrik I van Brabant                                             | Voorouders van Hendrik I van Brabant                                             | Voorouders van Hendrik I van Brabant                                             | Voorouders van Hendrik I van Brabant                                             | Voorouders van Hendrik I van Brabant                                             | Voorouders van Hendrik I van Brabant                                                   | Voorouders van Hendrik I van Brabant                                                   |
| ------------------------------------ | -------------------------------------------------------------------------------- | -------------------------------------------------------------------------------- | -------------------------------------------------------------------------------- | -------------------------------------------------------------------------------- | -------------------------------------------------------------------------------- | -------------------------------------------------------------------------------- | -------------------------------------------------------------------------------------- | -------------------------------------------------------------------------------------- |
| Overgrootouders                      | Godfried I van Leuven (1063-1139) ∞ 1099 Ida van Chiny (±1078–1117)              | Godfried I van Leuven (1063-1139) ∞ 1099 Ida van Chiny (±1078–1117)              | Berengarius II van Sulzbach (1080-1125) ∞ Adelheid van Wolfratshausen (-)        | Berengarius II van Sulzbach (1080-1125) ∞ Adelheid van Wolfratshausen (-)        | Walram Paganus van Limburg (1085-1139) ∞ 1110 Jutta van Gelre (1095–1151)        | Walram Paganus van Limburg (1085-1139) ∞ 1110 Jutta van Gelre (1095–1151)        | Adalbert van Saffenburg (ca. 1090-1110) ∞ Margaretha van Schwarzenburg (ca. 1090-1110) | Adalbert van Saffenburg (ca. 1090-1110) ∞ Margaretha van Schwarzenburg (ca. 1090-1110) |
| Grootouders                          | Godfried II van Leuven (1105-1142) ∞ 1139 Lutgardis van Sulzbach (1115-1163)     | Godfried II van Leuven (1105-1142) ∞ 1139 Lutgardis van Sulzbach (1115-1163)     | Godfried II van Leuven (1105-1142) ∞ 1139 Lutgardis van Sulzbach (1115-1163)     | Godfried II van Leuven (1105-1142) ∞ 1139 Lutgardis van Sulzbach (1115-1163)     | Hendrik II van Limburg (1110-1167) ∞ 1136 Mathilde van Saffenburg (±1113–1145)   | Hendrik II van Limburg (1110-1167) ∞ 1136 Mathilde van Saffenburg (±1113–1145)   | Hendrik II van Limburg (1110-1167) ∞ 1136 Mathilde van Saffenburg (±1113–1145)         | Hendrik II van Limburg (1110-1167) ∞ 1136 Mathilde van Saffenburg (±1113–1145)         |
| Ouders                               | Godfried III van Leuven (1140-1190) ∞ +/-1155 Margaretha van Limburg (1135-1175) | Godfried III van Leuven (1140-1190) ∞ +/-1155 Margaretha van Limburg (1135-1175) | Godfried III van Leuven (1140-1190) ∞ +/-1155 Margaretha van Limburg (1135-1175) | Godfried III van Leuven (1140-1190) ∞ +/-1155 Margaretha van Limburg (1135-1175) | Godfried III van Leuven (1140-1190) ∞ +/-1155 Margaretha van Limburg (1135-1175) | Godfried III van Leuven (1140-1190) ∞ +/-1155 Margaretha van Limburg (1135-1175) | Godfried III van Leuven (1140-1190) ∞ +/-1155 Margaretha van Limburg (1135-1175)       | Godfried III van Leuven (1140-1190) ∞ +/-1155 Margaretha van Limburg (1135-1175)       |
| Hendrik I van Brabant (1160-1235)    |                                                                                  |                                                                                  |                                                                                  |                                                                                  |                                                                                  |                                                                                  |                                                                                        |                                                                                        |

## Trivia
Omwille van zijn belang in de ontwikkeling van Vilvoorde (13e - 14e eeuw) werd de Hendrik I-lei naar de eerste hertog van Brabant vernoemd.